# Anthurium
Tribu
Genre
Classification phylogénétique
Anthurium est un genre de plantes de la famille des Araceae comportant de 600 à 800 espèces, voire 1 000 espèces : c'est un des genres les plus importants et les plus complexes de la famille. De nouvelles espèces sont décrites chaque année.
Les espèces ont une distribution néotropicale : la plupart croissent dans les forêts tropicales humides (voir Forêts décidues humides tropicales et subtropicales) d'Amérique centrale et d'Amérique du Sud mais quelques-unes poussent dans des milieux semi-arides.
On les trouve du nord du Mexique à l'Argentine et plus particulièrement au Panama, en Colombie, au Brésil, en Guyane,en Haiti en Équateur. Elles seraient absentes d'Asie bien qu'on les trouve dans quelques forêts humides asiatiques où elles auraient été introduites : par exemple, l'anthurium rouge au Sri Lanka.

## Utilisation
Plusieurs espèces sont multipliées comme plante d'appartement pour la valeur ornementale de leur feuillage, comme Anthurium crystallinum, ou pour celle de leur inflorescence (spathe et spadice rouges), comme Anthurium scherzerianum.

## Propriétés
L'anthurium est une plante dépolluante extrêmement efficace pour éliminer l'ammoniac, dans une moindre mesure pour le xylène et le formaldéhyde.
Son parfum peut également provoquer migraine et allergie.

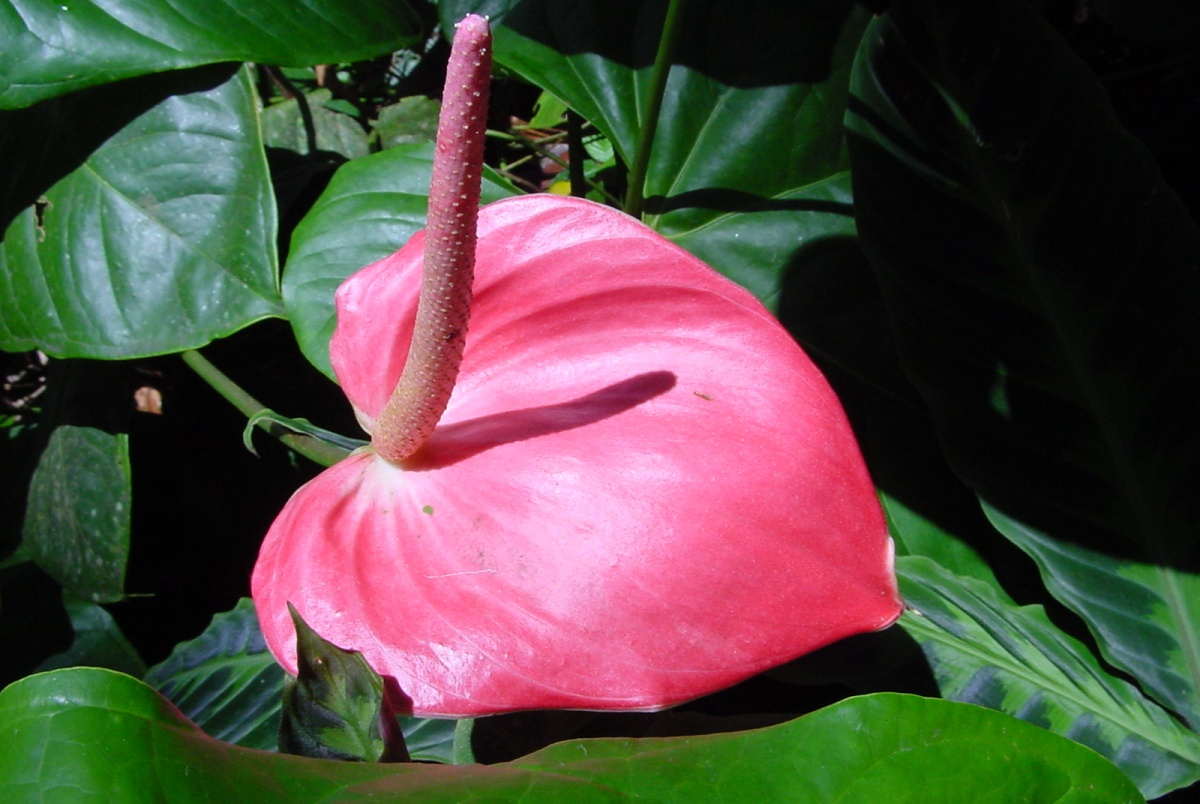
Anthurium andraeanum, rose foncé, jardins de Balata, Martinique
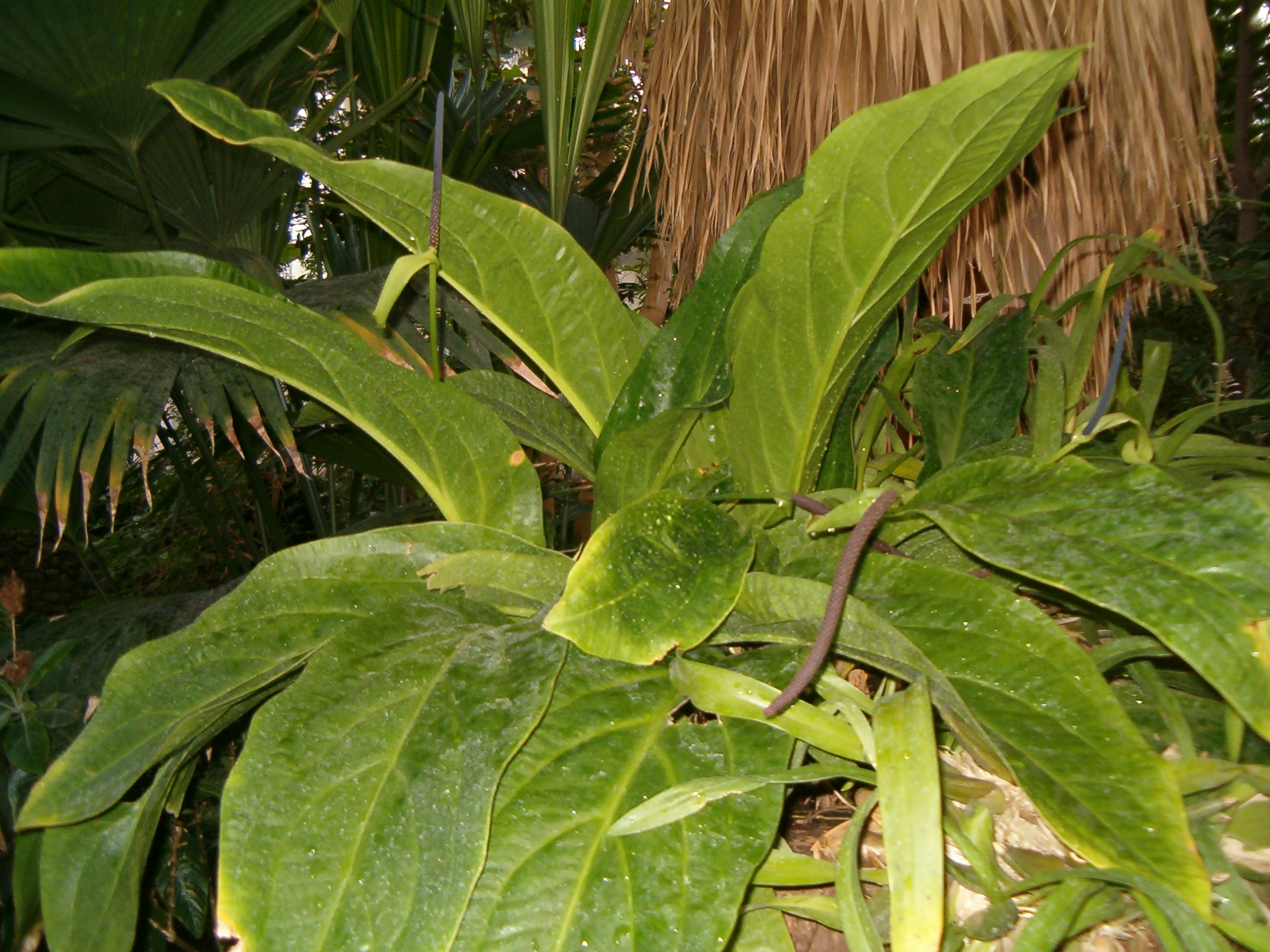
Anthurium hookeri
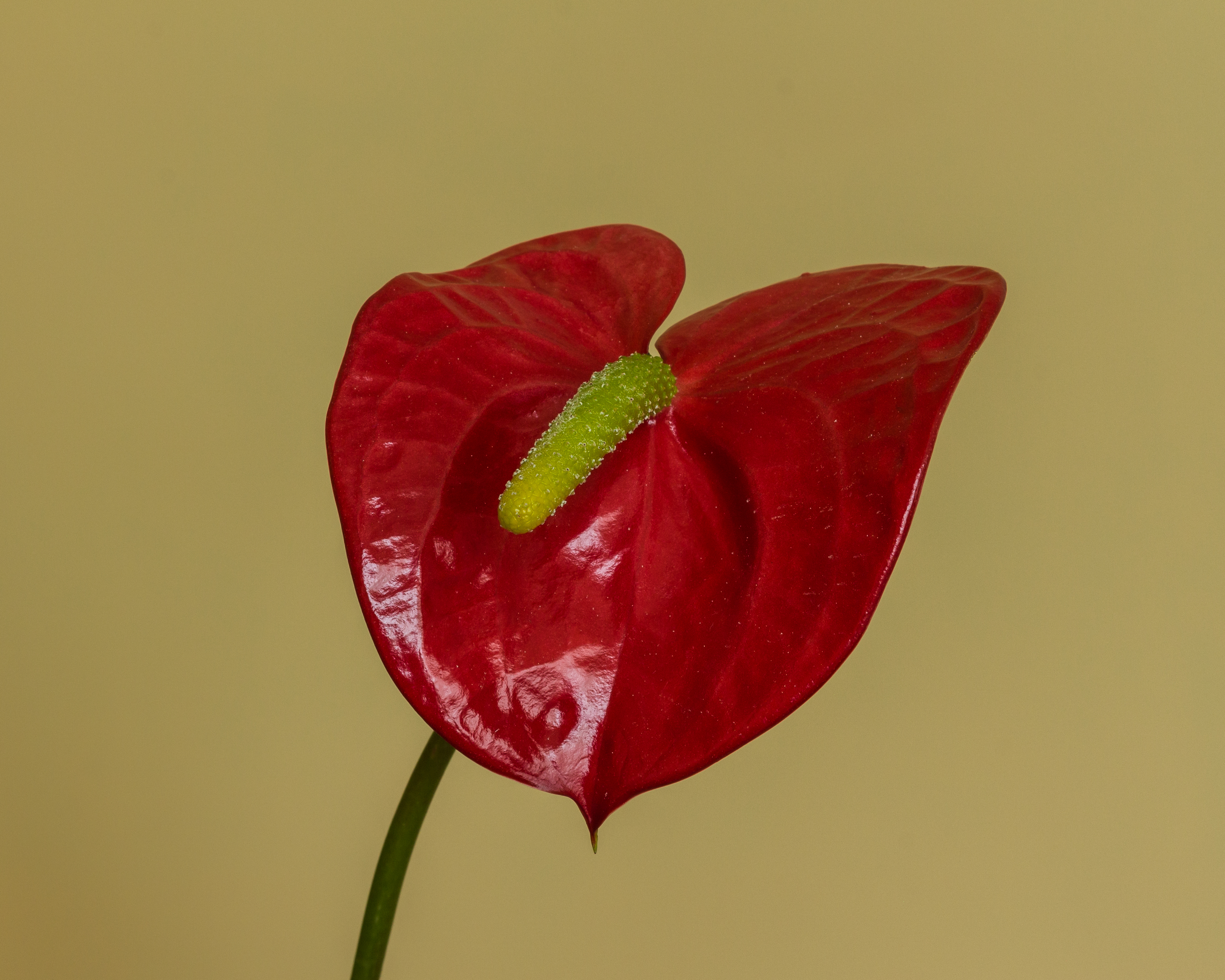
Un anthurium, d'une variété populaire aux Pays-Bas.
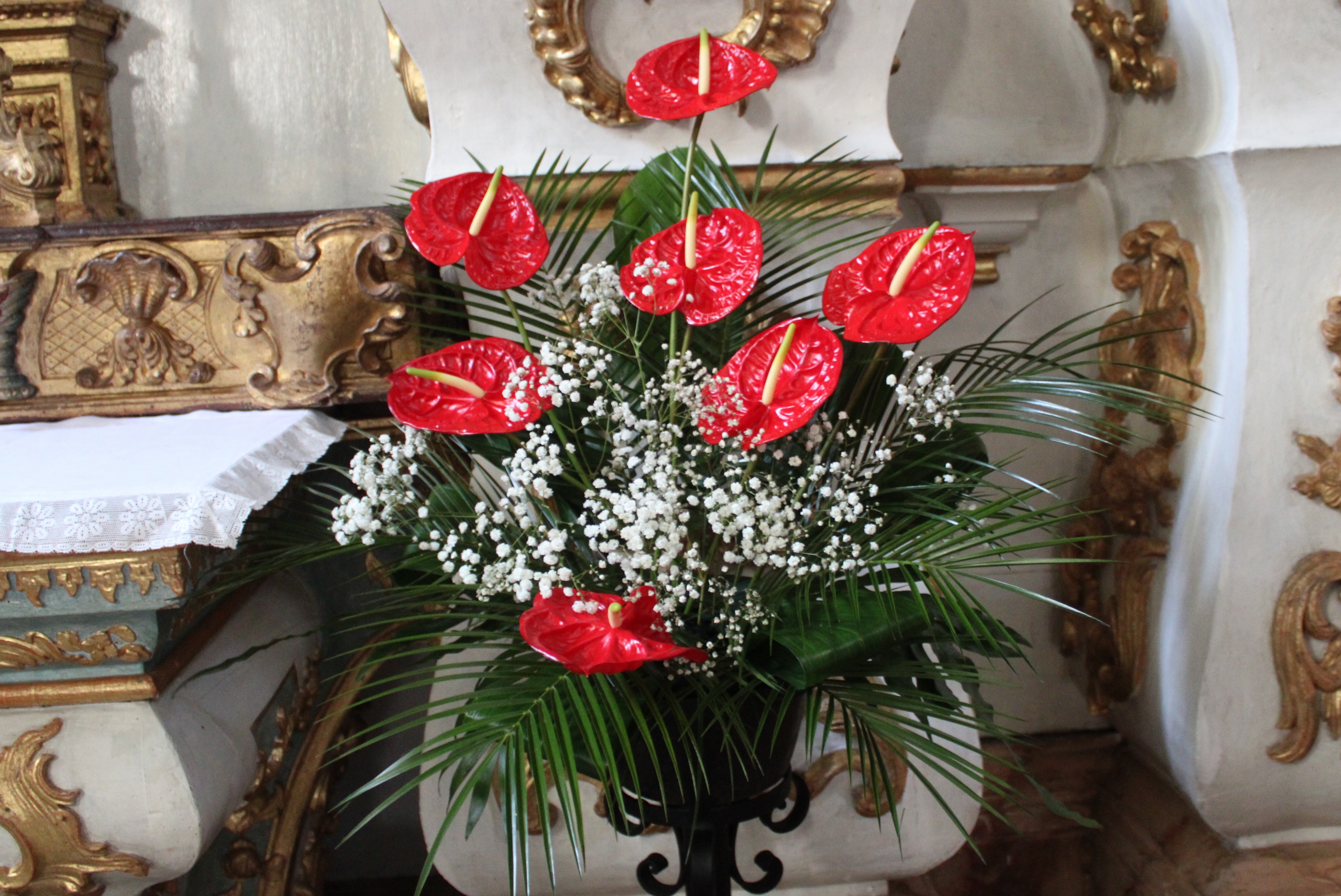
Bouquet de 7 fleurs d'Anthurium dans l'église de Cinfaes, Portugal.

## Culture
Les Anthurium apprécient d'être brumisés régulièrement. Ajoutez de l'engrais à l'eau d'arrosage non calcaire au printemps et l'été, mais arrosez-les moins souvent en hiver. Coupez en premier les fleurs fanées puis les feuilles quand votre plante devient touffue.
Les Anthurium s'accommodent d'un sol composé de terre de bruyère, de sable et de terreau ; cependant ils préféreront un mélange de sphaigne, perlite et tourbe éventuellement additionnés d'écorces de pin. Certaines espèces acceptent volontiers d'être fixées sur des morceaux d'écorces comme on le fait pour certaines orchidées.
Les Anthurium peuvent être reproduits par semis ; il faut alors retirer la graine du fruit qui se présente comme une grappe de petites baies charnues souvent de couleur chatoyante, puis installer cette graine sur le support voulu. La durée de vie des graines est très courte et oblige de les semer sans attendre. Une vaporisation régulière et une bonne hygrométrie ambiante permettront à la plante de se développer.
Les racines aériennes des plantes montées en épiphytes auraient des propriétés très semblables à celles des orchidées.

## Liste d'espèces

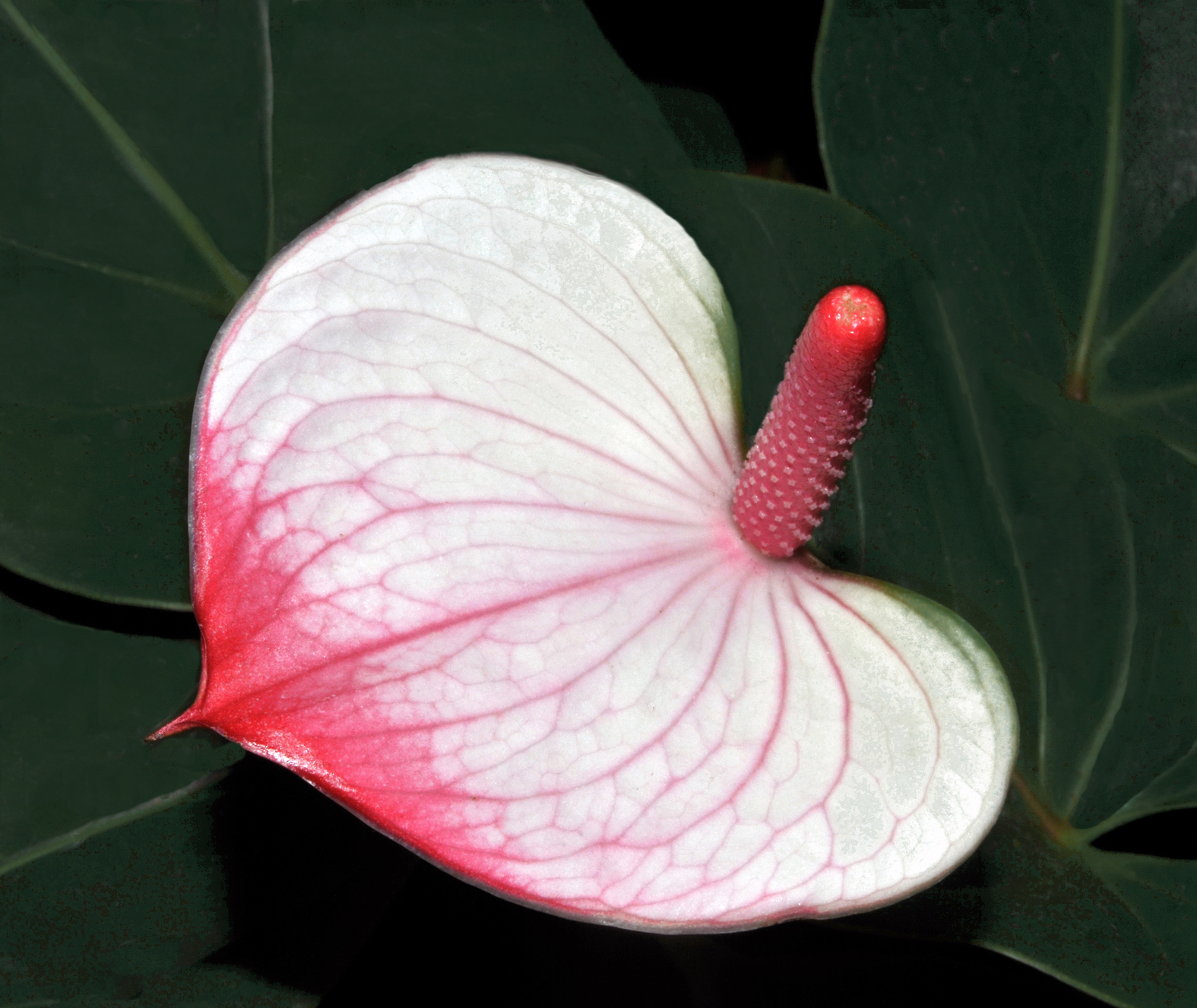
Anthurium andraeanum Princess Amalia Elegance

- Anthurium andraeanum Linden ex André
- Anthurium cordatum (L.) Schott
- Anthurium crenatum (L.) Kunth
- Anthurium dominicense Schott
- Anthurium grandifolium  (Jacq.) Kunth
- Anthurium palmatum (L.) G.Don
- Anthurium scandens (Aubl.) Engl.
- Anthurium scherzerianum Schott
- Anthurium ×selloum K.Koch